# رابرت ثوروگود
رابرت ثوروگود (انگلیسی: Robert Thorogood؛ زادهٔ ۱۹۷۲ میلادی) مؤلف و فیلم‌نامه‌نویس اهل بریتانیا است.
از فیلم‌ها یا مجموعه‌های تلویزیونی که وی در آن‌ها نقش داشته‌است، می‌توان به مرگ در بهشت اشاره نمود.